# Rhyacophila manuleata
Rhyacophila manuleata är en nattsländeart som beskrevs av Martynov 1934. Rhyacophila manuleata ingår i släktet Rhyacophila och familjen rovnattsländor. Inga underarter finns listade i Catalogue of Life.